# Saint-Martin-Sainte-Catherine
 Saint-Martin-Sainte-Catherine  là một xã thuộc tỉnh Creuse trong vùng Nouvelle-Aquitaine miền trung nước Pháp. Xã này nằm ở khu vực có độ cao trung bình 350 mét trên mực nước biển.